# Courlon-sur-Yonne
Courlon-sur-Yonne is een gemeente in het Franse departement Yonne (regio Bourgogne-Franche-Comté) en telt 1125 inwoners (2005). De plaats maakt deel uit van het arrondissement Sens.

## Geografie
De oppervlakte van Courlon-sur-Yonne bedraagt 16,8 km², de bevolkingsdichtheid is 67,0 inwoners per km².
De onderstaande kaart toont de ligging van Courlon-sur-Yonne met de belangrijkste infrastructuur en aangrenzende gemeenten.

## Demografie
Onderstaande figuur toont het verloop van het inwonertal (bron: INSEE-tellingen).